# Michael Braun (Regisseur)
Michael Braun (* 5. September 1930 in Rüdersdorf bei Berlin; † 11. Juni 2014) war ein deutscher Regisseur und Drehbuchautor.

## Leben
Als etwa 30-Jähriger drehte Braun für die Bavaria-Film die Fernsehserie Funkstreife Isar 12. In den Folgejahren wurde er zum Fernsehregisseur, dem häufig die ersten Folgen neuer Fernsehserien anvertraut wurden. Er führte Regie bei vielen Krimiserien und drehte auch Familienserien wie Die Powenzbande, Unsere schönsten Jahre, Salto Mortale und Goldene Zeiten – Bittere Zeiten.
Michael Brauns Vater war der Regisseur, Filmproduzent und Drehbuchautor Harald Braun, der ihn 1942 als Zwölfjährigen mit der Titelrolle des jungen Rudolf Diesel in Gerhard Lamprechts Erfinder-Biografie Diesel zum Film brachte.
1980 erhielt Braun eine ehrende Anerkennung bei der Verleihung des Adolf-Grimme-Preises.

## Filmografie
- 1961–1963: Funkstreife Isar 12 (35 Folgen, auch als Autor)
- 1963: Die sanfte Tour (drei Folgen, auch als Autor)
- 1963–1965: Kommissar Freytag (23 Folgen)
- 1964–1966: Der Nachtkurier meldet (21 Folgen)
- 1965: Die seltsamen Methoden des Franz Josef Wanninger (drei Folgen)
- 1966: Raumpatrouille – Raumschiff Orion (TV-Serie) (3 Folgen):
  - 1966: Angriff aus dem All
  - 1966: Der Kampf um die Sonne
  - 1966: Invasion
- 1967: Verräter (Dreiteiler)
- 1967–1977: Graf Yoster gibt sich die Ehre (34 Folgen)
- 1969–1972: Salto mortale (18 Folgen, auch als Autor)
- 1969: Mord nach der Oper
- 1970: Der Mann, der den Eiffelturm verkaufte
- 1972: Ein Toter stoppt den 8 Uhr 10
- 1973: Die Kriminalerzählung (zwei Folgen)
- 1973: Frühbesprechung (drei Folgen)
- 1973: Die Powenzbande (fünf Folgen)
- 1973–1974: Okay S.I.R. (17 Folgen)
- 1973–1974: Die Tausender-Reportage (13 Folgen)
- 1974–1975: Der Kommissar (sechs Folgen)
- 1975: Eurogang (zwei Folgen)
- 1976: Tatort – Kassensturz
- 1977: Sonderdezernat K1 (eine Folge)
- 1977–1988: Polizeiinspektion 1 (33 Folgen, auch als Autor)
- 1978: Der Alte (eine Folge)
- 1978–1984: Derrick (drei Folgen)
- 1981: Ein Fall für zwei: Todfreunde
- 1985: Unsere schönsten Jahre (sechs Folgen, auch als Autor)
- 1988: Praxis Bülowbogen (sieben Folgen)
- 1995–1996: Zwei Brüder (zwei Folgen)
- 1996: Solange es die Liebe gibt (Fernsehserie)